# Banana Club

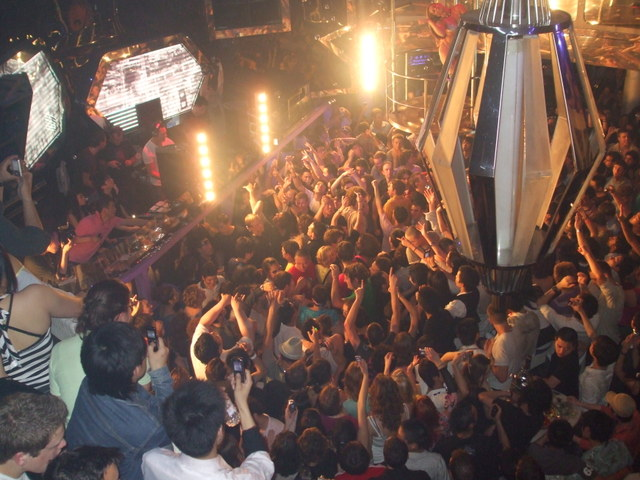
Banana Club G.T.

Banana Club G.T. är en av Pekings större nattklubbar beläget i Chaoyang District. Nattklubben grundades år 2007. Klubben har en kapacitet för 2000 personer med en yta à 3000 m².

## Dj-framträdanden
- Tiesto
- Armin van Buuren
- Paul van Dyk
- David Guetta
- Daft Punk